# Hookers for Jesus
Hookers for Jesus est une organisation chrétienne évangélique qui combat le trafic sexuel et travaille pour les droits humains des personnes qui travaillent dans l'industrie du sexe. Son siège est situé à Las Vegas, aux États-Unis.

## Histoire

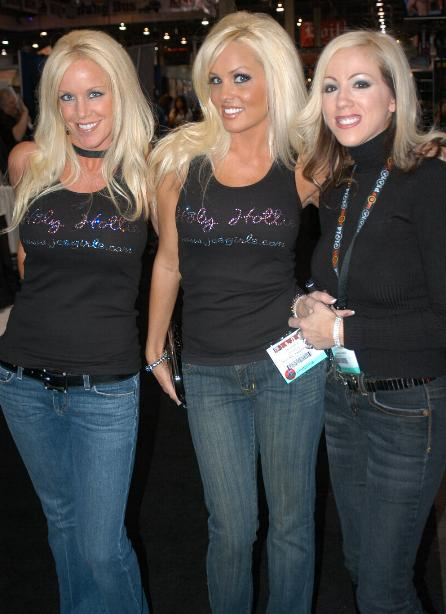
Lori Albee, Heather Veitch et Annie Lobert à l'Adult Entertainment Expo de Las Vegas, 2007

L'organisation a été fondée en 2005 par Annie Lobert, une ancienne travailleuse du sexe devenue chrétienne évangélique pratiquante à Las Vegas,. En 2007, elle a mis en place un programme de résidence fermée ("Destiny House") à The Church at South Las Vegas, pour les victimes de trafic sexuel et les travailleuses du sexe. En 2008, elle a collaboré avec Heather Veitch de JC's Girls lors du AVN Adult Entertainment Expo à Las Vegas.

## Critiques
En 2020, l’organisation a été critiquée pour avoir reçu une subvention du département de la Justice des États-Unis, en raison d’un manuel de règles de sa maison d’hébergement publié en 2018 mentionnant que l’homosexualité était immorale et que la présence aux services religieux hebdomadaires de l’organisation était obligatoire. Lobert a répondu que le manuel ne contenait plus de déclarations sur l’homosexualité et que la présence aux services religieux n’était plus obligatoire.